# Gunnar Jegrelius
Gunnar Valfrid Jegrelius, född 13 juli 1921 i Brännkyrka församling, Stockholm, död 27 mars 1981 i Vadstena, var en svensk kemiingenjör och direktör.
Jegrelius tog 1947 examen vid Stockholms tekniska institut och var 1947-1950 anställd vid Mjölkcentralen. 1950 blev han VD för AB Glykocid, ett kemitekniskt företag i Vadstena som 1982 förvärvades av Sterisol.
Jegrelius blev 1965 ledamot av Ingenjörsvetenskapsakademiens tensidkommitté och invaldes 1980 som ledamot av samma akademi.